# 교황 칙서

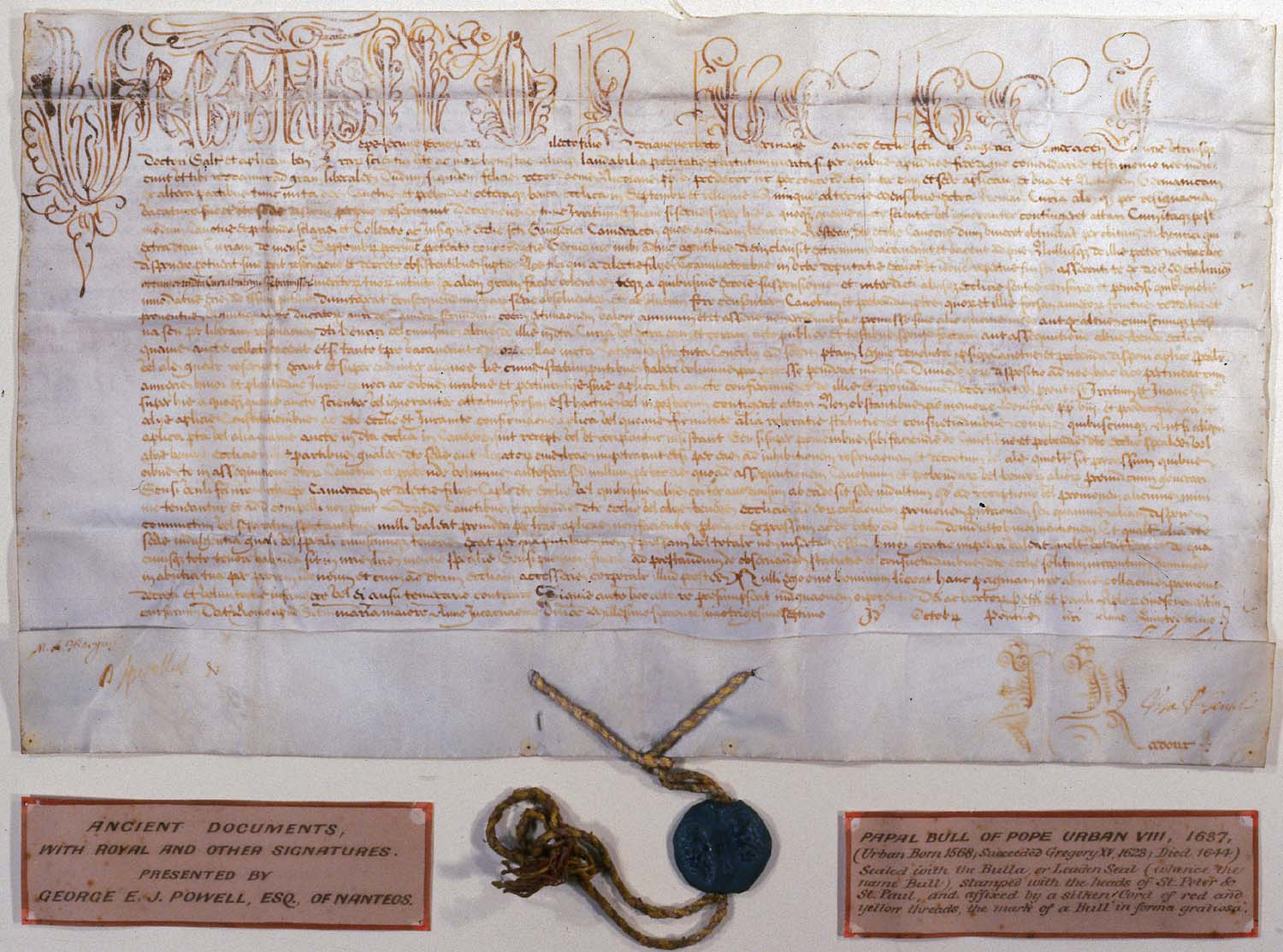
1637년 교황 우르바노 8세가 공표한 교황 칙서

교황 칙서는 기독교에서 편지 형식으로 구성된 교황의 증서 내지는 선언서를 이르는 말이다. 로마 가톨릭교회에서 교황 칙서는 이를 교황이 발행했음을 증명하기 위한 표식으로서 끝에 교황의 공식 도장을 찍는다.
교황 칙서는 원래 교황이 수많은 공적 담화를 위해 발표한 것이었지만, 15세기에 들어서면서 특별한 경우에만 발표하게 되었다. 오늘날 교황 칙서는 칙서를 작성한 교황이 스스로 ‘하느님의 종들의 종’이라고 자처하는 유일한 문서이다. 실제로 교황 칙서 맨 마지막에는 항상 라틴어로 교황의 이름 뒤에 ‘episcopus servus servorum Dei’, 즉 ‘주교, 하느님의 종들의 종’이라는 말로 끝맺는다. 교황 칙서는 오늘날 교황청 상서원에서 교황의 이름으로 공표되는 공식적인 문헌이다.

## 같이 보기
- 회칙
- 파트와
- 금인칙서
- 전국옥새
- 공표